# Eric Jelen
Eric Jelen (* 11. März 1965 in Trier) ist ein ehemaliger deutscher Tennisspieler.

## Leben
Eric Jelens Mutter war mehrmalige Tennismeisterin des Rheinlands.
Er war Deutscher Hallenmeister 1985, 1986, 1987 und Deutscher Mannschaftsmeister von 1984 bis 1988. Der Rechtshänder nahm 1988 an den Olympischen Spielen in Seoul teil, wo er in der ersten Runde im Einzel gegen den späteren Olympiasieger Miloslav Mečíř ausschied. Auch im Doppel kam er mit Carl-Uwe Steeb nicht über die erste Runde hinaus. Auf der Profitour gewann er 1989 mit der Einzelkonkurrenz von Bristol seinen einzigen Solo-Titel, während ihm im Doppel fünf Titelerfolge gelangen. Seine beste Platzierung in der Einzel-Weltrangliste war Platz 23 im Juli 1986; in der Doppelwertung belegte er Rang 18.
Jelens größten Erfolge waren die beiden Davis-Cup-Siege 1988 und 1989, die er mit Boris Becker, Carl-Uwe Steeb und Patrik Kühnen errang. Jelens Rolle in der Mannschaft war die des Doppelpartners von Boris Becker. Zwischen 1986 und 1992 bestritt er 16 Begegnungen für die deutsche Davis-Cup-Mannschaft.
Nach dem Karriereende 1992 war Jelen zunächst lange Jahre Sportlicher Leiter bei einer Essener Sportmarketing-Agentur. Er wechselte dann als freier Mitarbeiter in die Sportmarketing-Agentur Boris Becker & Co, in der er für den Bereich Tennis verantwortlich war. Seit 2010 ist er neben anderen Beratungstätigkeiten Coach und Berater des Tennisverbandes Niederrhein. 2010 gehörte er dem Organisationsteam des World Team Cup in Düsseldorf an.

## Erfolge
| Legende                       |
| Grand Slam                    |
| Tennis Masters Cup            |
| ATP Masters Series            |
| ATP International Series Gold |
| ATP International Series (6)  |
| ATP Challenger Series (2)     |

| ATP-Titel nach Belag |
| Hartplatz (2)        |
| Sand (0)             |
| Rasen (1)            |
| Teppich (3)          |

### Einzel

#### Turniersiege

##### ATP Tour
| Nr. | Datum         | Turnier | Belag | Finalgegner | Ergebnis      |
| --- | ------------- | ------- | ----- | ----------- | ------------- |
| 1.  | 25. Juni 1989 | Bristol | Rasen | Nick Brown  | 6:4, 3:6, 7:5 |

##### Challenger Tour
| Nr. | Datum             | Turnier | Belag       | Finalgegner    | Ergebnis      |
| --- | ----------------- | ------- | ----------- | -------------- | ------------- |
| 1.  | 27. Dezember 1987 | Münster | Teppich (i) | Jan Gunnarsson | 6:4, 7:6      |
| 2.  | 16. April 1989    | Graz    | Teppich (i) | Goran Prpić    | 4:6, 6:0, 6:4 |

#### Finalteilnahmen
| Nr. | Datum            | Turnier  | Belag         | Finalgegner    | Ergebnis      |
| --- | ---------------- | -------- | ------------- | -------------- | ------------- |
| 1.  | 11. Oktober 1987 | Brisbane | Hartplatz (i) | Kelly Evernden | 6:3, 1:6, 1:6 |

### Doppel

#### Turniersiege
| Nr. | Datum             | Turnier     | Belag         | Doppelpartner     | Finalgegner                          | Ergebnis      |
| --- | ----------------- | ----------- | ------------- | ----------------- | ------------------------------------ | ------------- |
| 1.  | 21. Februar 1988  | Mailand     | Teppich (i)   | Boris Becker      | Miloslav Mečíř Tomáš Šmíd            | 6:3, 6:3      |
| 2.  | 9. Dezember 1988  | Brisbane    | Hartplatz (i) | Carl-Uwe Steeb    | Grant Connell Glenn Michibata        | 6:4, 6:1      |
| 3.  | 26. Februar 1989  | Lyon        | Teppich (i)   | Michael Mortensen | Jakob Hlasek John McEnroe            | 6:2, 3:6, 6:3 |
| 4.  | 25. August 1991   | Long Island | Hartplatz     | Carl-Uwe Steeb    | Doug Flach Diego Nargiso             | 0:6, 6:4, 7:6 |
| 5.  | 10. November 1991 | Moskau      | Hartplatz     | Carl-Uwe Steeb    | Andrei Tscherkassow Alexander Wolkow | 6:4, 7:6      |

#### Finalteilnahmen
| Nr. | Datum              | Turnier      | Belag       | Doppelpartner | Finalgegner                       | Ergebnis      |
| --- | ------------------ | ------------ | ----------- | ------------- | --------------------------------- | ------------- |
| 1.  | 21. September 1986 | Hamburg (1)  | Sand        | Boris Becker  | Sergio Casal Emilio Sánchez       | 4:6, 1:6      |
| 2.  | 22. Februar 1987   | Indian Wells | Hartplatz   | Boris Becker  | Guy Forget Yannick Noah           | 4:6, 6:7      |
| 3.  | 23. Oktober 1988   | Tokio Indoor | Teppich (i) | Boris Becker  | Andrés Gómez Slobodan Živojinović | 5:7, 7:5, 3:6 |
| 4.  | 14. Mai 1989       | Hamburg (2)  | Sand        | Boris Becker  | Emilio Sánchez Javier Sánchez     | 4:6, 1:6      |
| 5.  | 29. Oktober 1989   | Frankfurt    | Teppich (i) | Kevin Curren  | Pieter Aldrich Danie Visser       | 6:7, 7:6, 3:6 |
| 6.  | 14. April 1991     | Barcelona    | Sand        | Boris Becker  | Horacio de la Peña Diego Nargiso  | 6:3, 6:7, 4:6 |